# Deshan Yuanming
Deshan Yuanming (chiń. 德山圓明; pinyin Déshān Yuánmíng; kor. 덕산원명 Tŏksan Wŏnmyŏng; jap. Tokusan Enmyō/Emmitsu; wiet. Đức Sơn Viên Minh; ur. 908, zm. 987) – chiński mistrz chan ze szkoły yunmen. Znany także jako Deshan Yuanmi.

## Życiorys
O jego życiu prawie niczego nie wiadomo. Był uczniem mistrza chan Yunmena Wenyana. W Koanie 46 z Congrong lu znajduje się informacja o Deshanie napisana przez XIII-wiecznego mnicha Wansonga. Twierdzi on, że ze wszystkich uczniów Yunmena, to właśnie Deshan miał największą grupę wyznawców.
Mistrz Deshan żył i nauczał na górze De położonej na południe od miasta Changde w prowincji Hunan.
Deshan Yuanmi wszedł do sali i wypowiedział do mnichów następujące słowa: „Czasem ludzie rozumieją sprawy, które znajdują się przed mnisimi kwaterami. Ale co ze sprawami zza domu Buddy?”
Mnich spytał: „Jakie zdanie przenika dharmakaję?”
Yuanmi powiedział: „Trzystopowy kij miesza Żółtą Rzekę.”
Mnich spytał: „Jak to było zanim Budda pojawił się na świecie?”
Yuanmi powiedział: „Rzeka jest wypełniona drewnianymi łodziami.”
Mnich spytał: „A co było później?”
Yuanmi powiedział: „Kroczenie tu, dźwiganie tam.”
Mnich spytał: „Jaki jest styl domu mistrza?”
Yuanmi powiedział: „Chmury wzbierają nad górą Południową. Deszcz spada na górze Północnej.”

## Linia przekazu Dharmy zen
Pierwsza liczba oznacza liczbę pokoleń mistrzów od 1 Patriarchy indyjskiego Mahakaśjapy.
Druga liczba oznacza liczbę pokoleń od 28/1 Bodhidharmy, 28 Patriarchy Indii i 1 Patriarchy Chin.
- 39/12. Xuefeng Yicun (822–908)

- 40/13. Furong Lingxun (bd)
- 40/13. Jingqing Daofu (863–937) (także Shunde)
- 40/13. Cuiyan Yongming (bd)
- 40/13. Baofu Congzhan (zm. 928)

- 41/14. Zhaoqing Wendeng (884–972)
- 41/14. Baoci Wenqin (bd)
- 41/14. Yanshou Huilun (bd)

- 42/15. Guizong Daoquan (bd)

- 40/13. Xuansha Shibei (835–908)

- 41/14. Luohan Guichen (867–928)

- 42/15. Longji Shaoxiu (bd)
- 42/15. Tianbing Congyi (bd)
- 42/15. Qingqi Hongjin (bd)
- 42/15. Fayan Wenyi (885–958) szkoła fayan

- 40/13. Yunmen Wenyan  (862–949) szkoła yunmen

- 41/14. Shuangquan Shikuang (bd)

- 42/15. Fuchang Weishan (bd)

- 41/14. Fengxian Congshen* (bd) *Daoshen?

- 42/15. Lianhua Fengxiang (bd)
- 42/15. Xiang Anzhu (bd)

- 41/14. Baling Haojian (bd)

- 42/15. Cheng Sansheng (bd)

- 41/14. Dongshan Shouchu (910-990)

- 42/15. Nanyue* Liangya (bd) *Fuyuan

- 43/16. Chenggu Jianfu (zm. 1045)

- 41/14. Deshan Yuanming (908–987) (także Yuanmi)

- 42/15. Wenshu Yingzhen (bd)
- 42/15. Bu’an Dao (bd)

- 43/16. Dongshan Xiaocong?

- 44/17. Fori Qisong (1007–1072)

- 41/14. Xianglin Chengyuan (908–987)

- 42/15. Zhimen Guangzuo (zm. 1031)

- 43/16. Jiufeng Qin (bd)
- 43/16. Xuedou Chongxian (980–1052) napisał komentarze wierszem do „Biyan lu”

- 44/17. Chengtian Chuanzong (bd)
- 44/17. Tianyi Yihuai (993–1064)

- 45/18. Fayun Faxiu (1027–1090)
- 45/18. Changlu Yingfu (bd)

- 46/19. Changlu Zongze (bd) autor „Zuochan yi”

- 47/20.

- 48/21.

- 49/22. Lei’an Zhengshou (1146–1208)

- 45/18. Yuanfeng Qingman (bd)
- 45/18. Yuantong Fashen (bd)